# Deutscher Romméverband
Der Deutsche Rommé-Verband e. V. (DRoV) ist ein Dachverband der deutschen Rommévereine. Er wurde am 6. Oktober 2006 in Michelstadt gegründet, Sitz des Vereins ist Aschaffenburg.
Der DRoV wurde gegründet, um die Romméregeln in Deutschland zu vereinheitlichen. Er veranstaltet die Deutschen Meisterschaften im Einzel, der Mannschaft und der Tandem. Es wird nach den DRoV-Regeln gespielt. Ein wichtiges Organ des Vereins ist das DRoV-Schiedsgericht, das über Streitfragen bei den Regeln in Turnierspielen entscheidet. Die Jugendlichen des DRoV spielen jedes Jahr um die Deutsche Jugendmeisterschaft.